# شهرستان جی (ایندیانا)
شهرستان جی، ایندیانا (به انگلیسی: Jay County, Indiana) شهرستانی در ایالات متحده آمریکا است که در ایندیانا واقع شده‌است.